# Église Spirito Santo dei Napoletani
L'église Spirito Santo dei Napoletani (en français : église du Saint-Esprit des Napolitains) est une église de Rome située via Giulia. C'était l'église nationale du royaume des Deux-Siciles.

## Historique
Cette église est mentionnée dans le registre de saint Pie V, comme église S. Aura in strada Iulia, annexe d'un couvent de religieuses. Au XIVe siècle, elle est mentionnée comme église Saint-Euthère (Sant'Eusterio) selon le registre de Cencio Savelli, camérier du pape. L'église et le couvent, qui sont dans un état de délabrement critique, sont confiés en 1572 à la confraternité du Saint-Esprit des Napolitains qui fait construire l'église actuelle, consacrée en 1574 au Saint Esprit. Elle est réaménagée à la fin du XVIe siècle par Domenico Fontana et Ottaviano Mascherino.
Carlo Fontana la transforme encore au début du XVIIIe siècle. Elle est restaurée au XIXe siècle et Antonio Cipolla (it) refait sa façade en 1853, avec son portail et sa rosace, et à l'intérieur l'abside et sa tribune des chantres. Elle a été concédée en 1834 aux Pallottins avant qu'ils ne s'installent à San Salvatore in Onda. Elle devient église nationale du royaume des Deux-Siciles de 1934 à 1984 avant que la maison de Bourbon-Siciles n'en transfère le siège à la basilique Santa Chiara de Naples. Elle abritait jusqu'alors les dépouilles du roi François II des Deux-Siciles, de son épouse la reine Marie-Sophie et de leur fille unique, Marie-Christine, morte à trois mois en 1870.
L'église a été fermée pendant une trentaine d'années à cause des infiltrations d'eau et de son état d'abandon. Elle est restaurée dans les années 1980 et rouverte au culte en 1986.

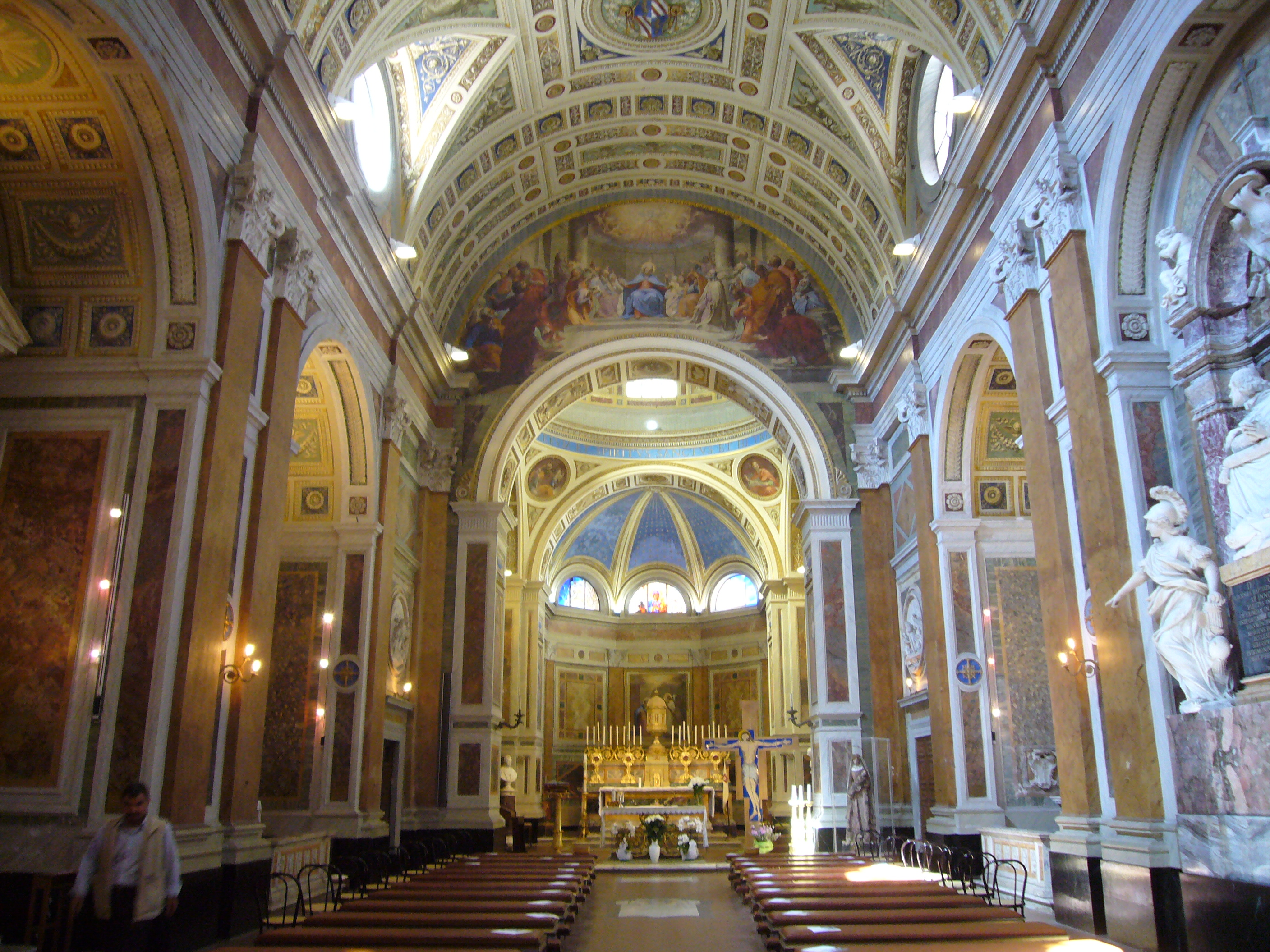
Intérieur de l'église.
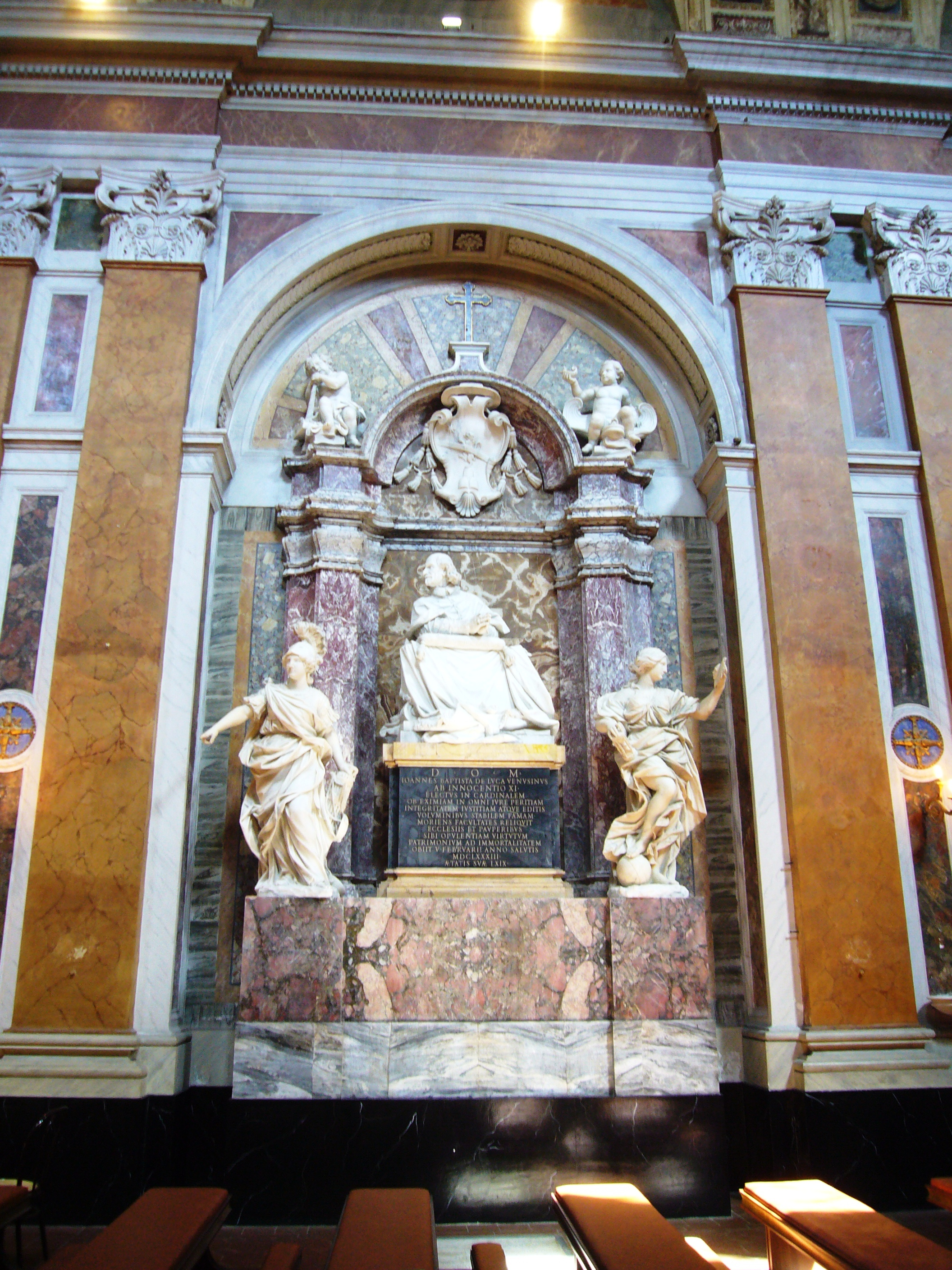
Monument funéraire du cardinal De Luca.
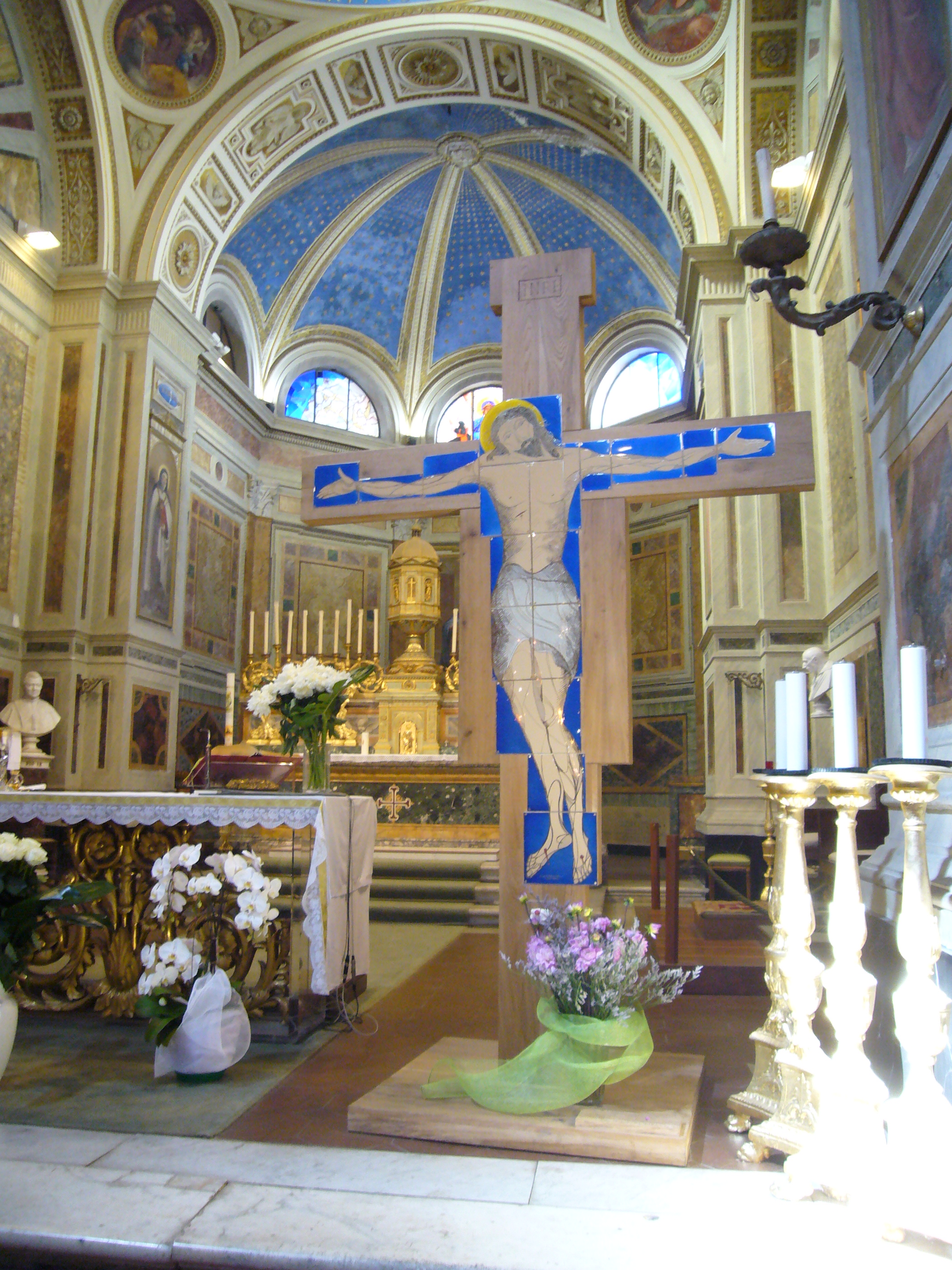
Christ souffrant d'Antonio Nocera.

## Description
L'intérieur est à nef unique avec des chapelles latérales. On peut distinguer parmi les œuvres principales :
- Chapelle de droite : Le Miracle de saint François de Paule de Bonaventura Lamberti, et Le Monument funéraire du cardinal De Luca de Domenico Guidi (1683), sculpteur dans la mouvance du Bernin ;
- Petite coupole sous le maître-autel : La Sainte-Trinité entre des anges et des saints de Giuseppe Passeri (1707) ;
- Chapelle de gauche: on remarque les deux chefs-d'œuvre de cette église, Le Martyre de saint Janvier, patron de Naples de Luca Giordano (1705) et une fresque de Vierge à l'Enfant d'Antoniazzo Romano (fin du XVe siècle). On peut citer également Le Miracle de saint Thomas d'Aquin de Domenico Muratori.

L'église abrite un Christus patiens, crucifix contemporain d'Antonio Nocera (2005). Les vitraux sont l'œuvre d'Oscar Guarnieri.

## Source
- (it) Cet article est partiellement ou en totalité issu de l’article de Wikipédia en italien intitulé « Chiesa dello Spirito Santo dei Napoletani » (voir la liste des auteurs).